# Castelul Sandomierz

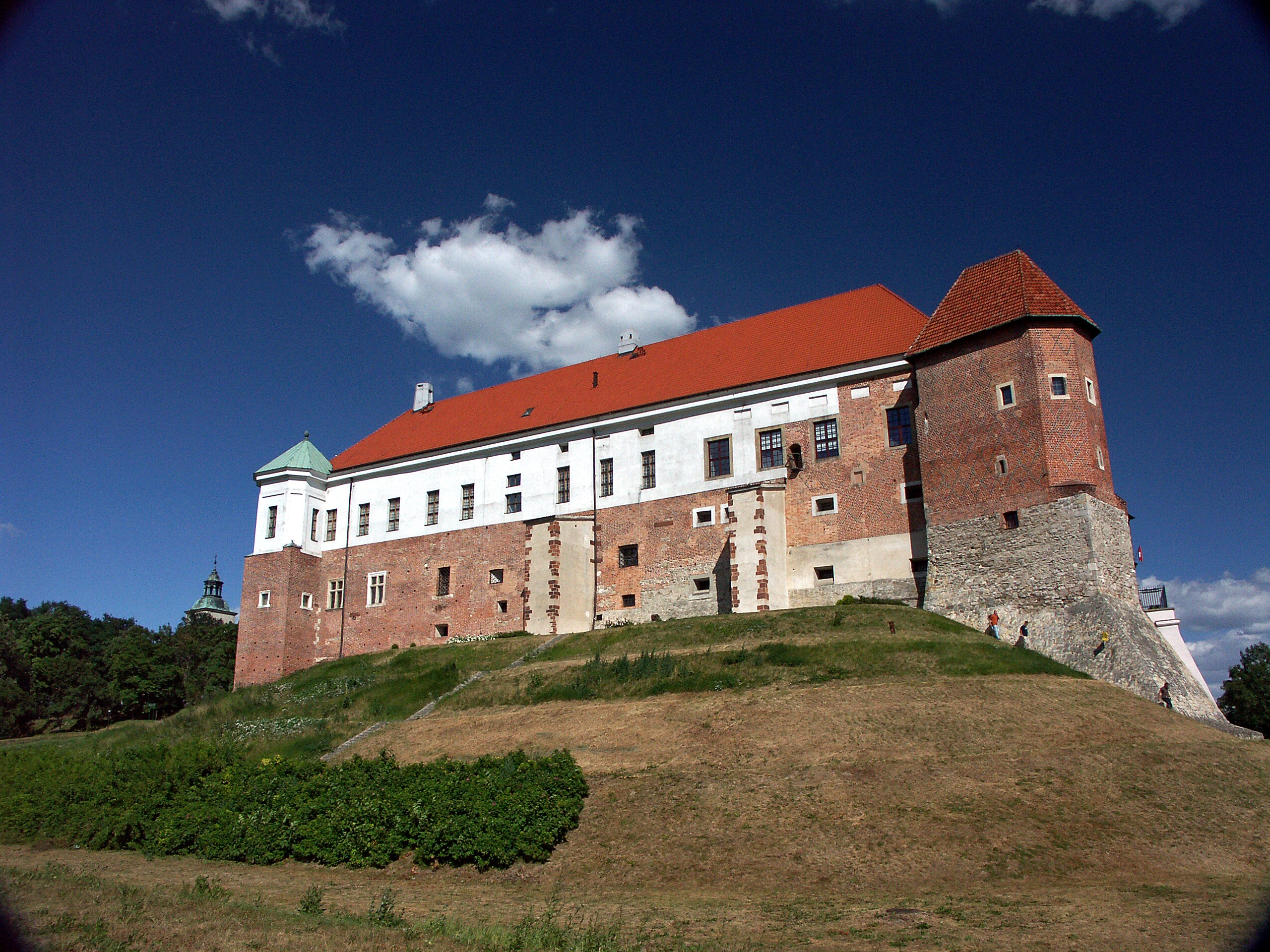

Castelul Regal Sandomierz este o structură medievală situată în Sandomierz, Polonia. Acesta a fost construit pe o pantă pe malul râului Vistula de către Cazimir al III-lea al Poloniei și extins în secolul 16. Clădirea originală a fost aruncată în aer în 1656, lăsând în picioare doar aripa de vest. Mai târziu a fost transformată într-o reședință în stil renascentist cu aripa de vest păstrată ca muzeu.

## Istoria
Castelul din secolul al XIV-lea a fost construit pe locul unei fortărețe existente din secolul al X-lea. Între 1146-1166 a fost locul unde domnea prințul Henry de Sandomierz, fiul lui Bolesław al III-lea al Poloniei. Castelul gotic a fost construit de Cazimir cel Mare. Resturile structurii gotice sunt vizibile în fundațiile turnului octogonal din colțul de sud care este partea cea mai veche a monumentului. Turnul existent a fost construit în timpul domniei lui Cazimir al IV-lea al Poloniei în secolul al XV-lea ca parte integrantă a așa-numitei Case Mari, tronul prințului.
În timpul domniei lui Sigismund I al Poloniei și a lui Sigismund al II-lea August, castelul a fost extins. Vechea piatră de temelie din timpul lui Sigismund I a fost păstrată deasupra intrării de pe latura de est. Pe ea este trecut anul 1520 și un cartuș cu vulturul lui Sigismund. Construcția a fost supravegheată de arhitectul casei regale Benedyct Sandomierski care a construit mănăstiri de două etaje cu arcade în jurului unei curți închise.
În timpul Potopului, castelul a fost distrus în timpul retragerii trupelor suedeze ale generalului Sincler. Aproximativ cincizeci de polonezi, care au intrat în castelul abandonat au fost uciși. Aripa de vest a castelului care a supraviețuit a fost ulterior reconstruită în timpul domniei regelui Ioan al III-lea Sobieski între 1680-1688.

## Galerie

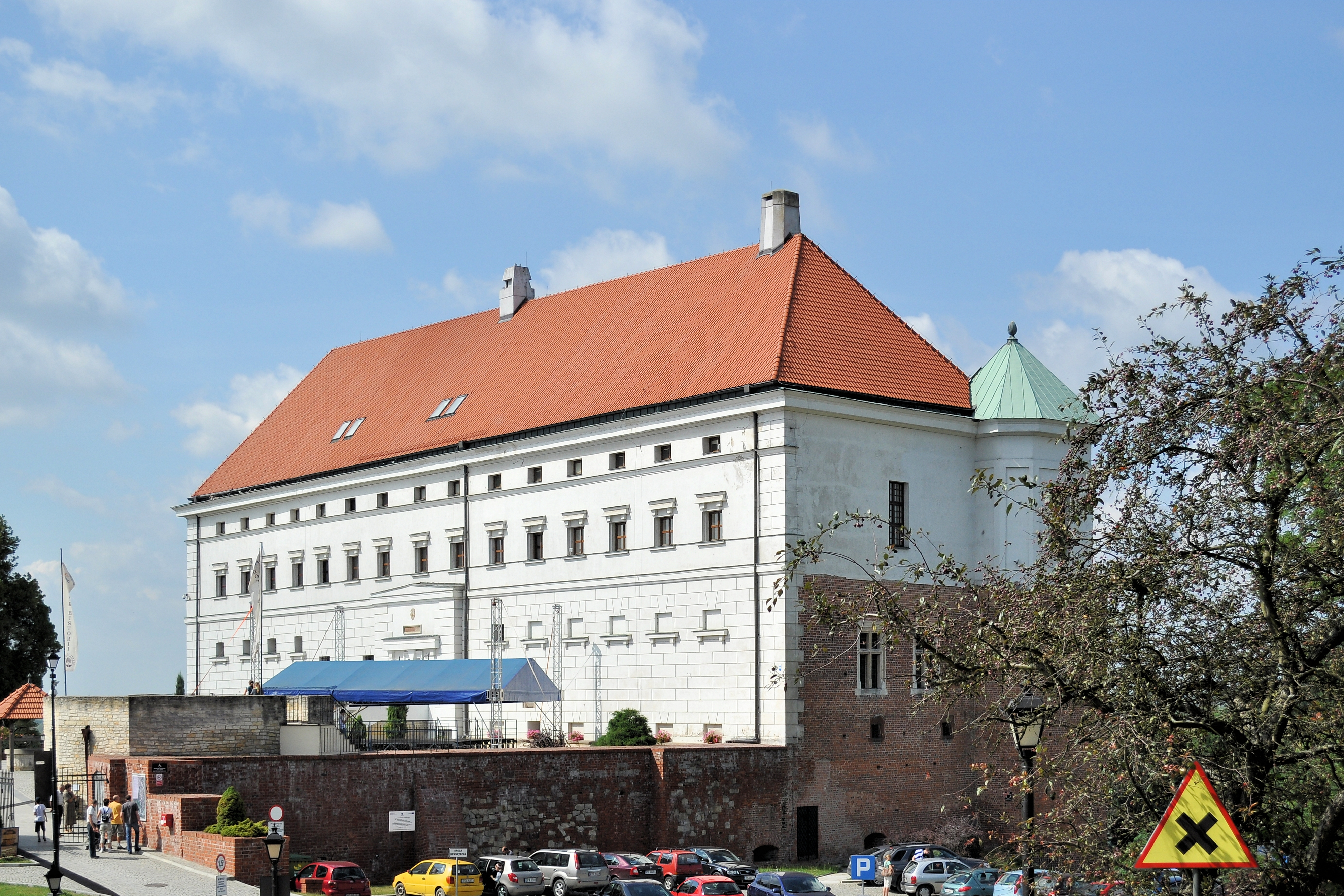
Exteriorul castelului
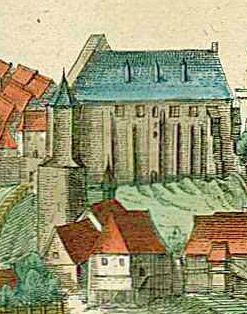
Castelul Sandomierz din secolul al XV-lea, în timpul domniei lui Cazimir al IV-lea
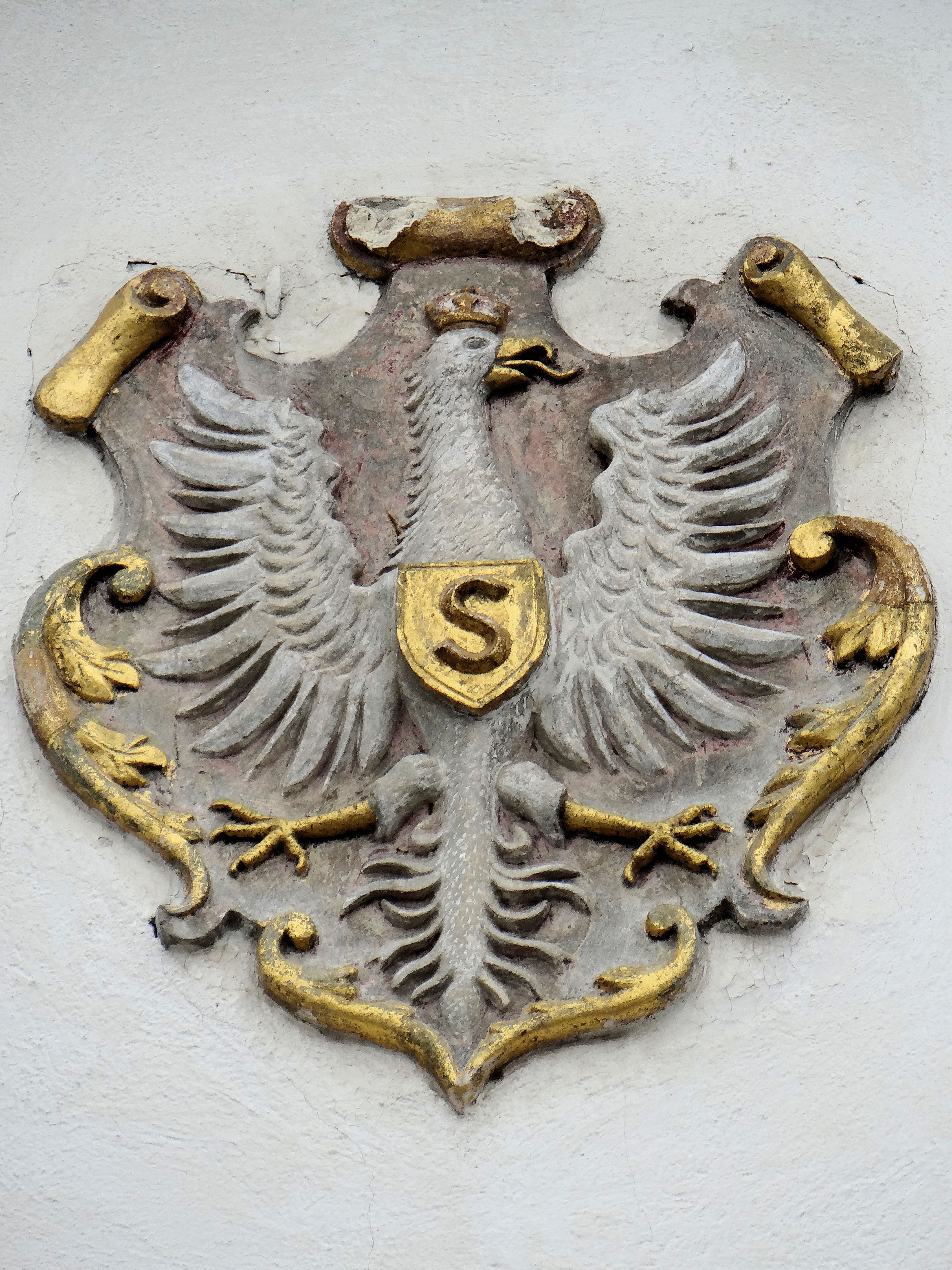
Vulturul lui Sigismund I cel Bătrân de pe fațada
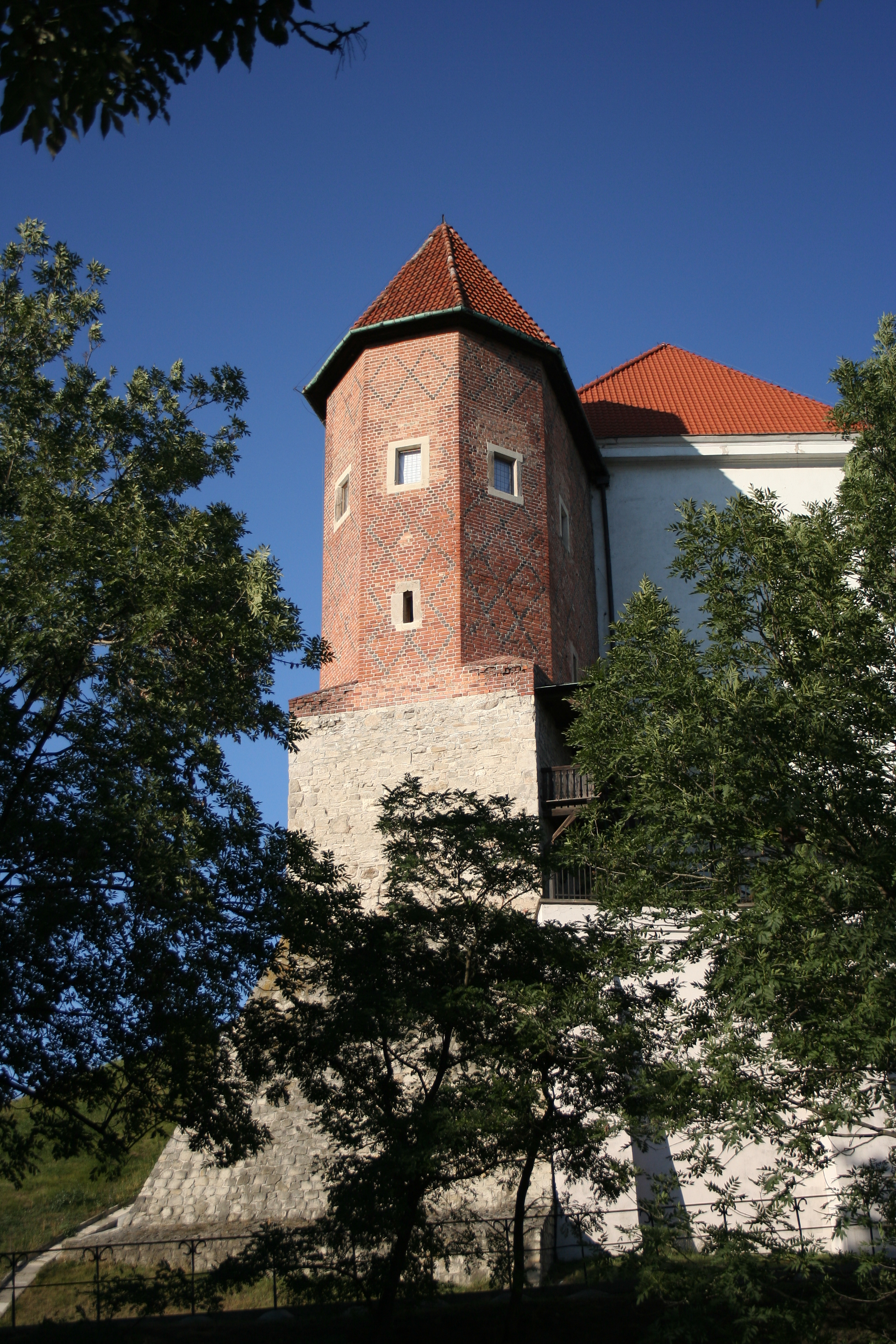
Aripa de vest a castelului și turnul gotic cunoscut sub numele de "Kurza Stopka" (Găină Jos)